# 山胁学园短期大学
山胁学园短期大学（日语：／ Yamawaki Gakuen Tanki Daigaku *），简称赤短，是过去一所位于日本东京都港区的私立短期大学。

## 概要

### 简介
- 学校最早可以追溯到1903年[1][2]。短期大学为于1950年开办[2]、由学校法人山胁学园经营。招生到2008年[3]、停办于2011年。招収只女学生从开办。

### 历史
- 1950年 山胁学园短期大学成立并同时设置一个学科即家政科[2]。
- 1954年 业余课程成立[2]。
- 1956年 食物科成立[2]。
- 1966年 英文科成立[2]。
- 2006年 英文科改名为英语科[2]。
- 2008年 最后一年招生、次年停止招生（正式停办于2011年5月2日以后[3]）。

### 宪章
- 请参看山胁学园短期大学的标志 （日語） 2014年6月8日阅览。

## 学校环境
- 校区：在了东京都港区[注 1]

## 历任校长
- 中川信吾：最后短期大学校长[3]

## 组织

### 学科
- 家政科
- 食物科
- 英语科

### 专科
| - 没有 |

### 业余课程
| - 家政专修 |

## 知名校友
- 泽たまき：歌手、演员、政治家
- 多岐川裕美：女演员
- 酒井幸江：播音员
- 乙部绫子：实业家
- 千叶紘子：歌手
- 藤森凉子：气象测报员、新闻主播
- 吴羽理子：播音员
- 中冈由佳：播音员
- 古旗照美：实业家
- 今野福子：实业家

## 相关链接
- 日本短期大学列表